# Darius (prénom)
Pour les articles homonymes, voir Darius.

## Sens et origine du nom
Darius (en perse داريوش) est un prénom courant en Europe orientale. Le nom perse original, Darayavahushn, est composé de deux éléments, le premier signifiant « tenir », « posséder », le second « le bon », « le bien ». Il est généralement établi qu'il signifie donc « détenteur du bien ». Il est fêté le 19 décembre.

## Variantes
On rencontre couramment les variantes masculines Darian, Darien et Dario et féminines Daria, Dariane, Darie et Darina.

### Variantes linguistiques
- allemand : Dareios
- biélorusse : Daryj
- corse : Dariu
- espagnol : Dario
- italien : Dario
- lituanien : Darijus, très utilisé en Lituanie.
- occitan : Dàrius
- polonais : Dariusz
- russe : Darij
- slovaque : Dárius
- ukrainien : Darij

## Personnalités portant ce prénom

### Saint(s) chrétien(s)
- Darius, martyr à Nicée (aujourd'hui en Turquie) avec Zosime, Paul, et Second ; fêtés le 19 décembre[3]

### Souverains
Darius est le nom de trois rois de l'empire perse Achéménide :
- Darius Ier, ou Darius le grand
- Darius II
- Darius III

### Autres personnalités
- Darius Kasparaitis, un joueur Ligue nationale de hockey
- Darius Grala (en), un pilote polonais de voiture de course
- Darius Danesh, plus connu simplement sous le nom de Darius, un chanteur du Royaume-Uni
- Darius Milhaud, compositeur français (1892-1974).
- Darius Khondji, directeur de la photographie
- Darius Rochebin, présentateur du journal de la Télévision suisse romande (né en 1966).
- Darius, personnage fictif dans l'univers Runeterra (League of Legends)[4]

## Popularité du nom
Au début de 2010, 827 personnes étaient prénommées Darius en France. C'est le 1 103e prénom le plus attribué au siècle dernier dans ce pays, et l'année où il a été attribué le plus est 2010, avec un nombre de 56 naissances.